# Коулс, Джордж
Джордж Коулс (20 сентября 1810, Остров Принца Эдуарда — 21 августа 1875) — канадский политик, первый премьер-министр колонии Острова Принца Эдуарда. Является одним из отцов канадской конфедерации — принимал участие в Шарлоттаунской и Квебекской конференциях, предваряющих её образование.

## Биография
Джордж Коулс родился в семье Джеймса Коулса и Сары Тэлли. Ранние годы он провёл на ферме отца, получив минимальное образование. В 19 лет он уехал в Англию где женился на Мерси Хейн. Свадьба произошла 14 августа 1833 года, а в том же году молодожёны вернулись на остров.
В 1833 году Коулс заявил о продаже нескольких вещей, привезённых из Англии, затем он открыл свой магазин, а позднее стал продавать напитки (пиво и ликёры) собственного изготовления. К концу 1830-х годов производство алкогольных напитков стало основой бизнеса Коулса. Помимо этого Коулс владел фермой и паровой мельницей, его состояние оценивалось между 7000 и 8000 фунтов стерлингов. На него работало от 20 до 30 рабочих.
У Джорджа Коулса и Мерси Хейн было 12 детей.

## Политическая карьера
В 1842 году Коулс был выбран в законодательное собрание колонии. Поначалу он был консерватором, но в 1847 году изменил свои взгляды. В 1849 году он стал одним из лидеров движения за ответственное правительство. А в 1851 году он стал первым премьер-министром колонии. В промежутке с 1851 по 1868 годы он трижды занимал этот пост, однако самым успешным было его первое правление. В это время Коулс отменил налоги для школ, а также позволил государству заниматься выкупом земли для последующей сдачи в аренду.